# たかつき型巡視船
たかつき型巡視船（英語: Takatsuki-class patrol vessel）は、海上保安庁の巡視船の船級。区分上はPS型、公称船型は特130トン型。

## 設計
本型は、あかぎ型の昭和62年度補正計画での建造分のうち、外洋行動用として建造された6・7番船の設計をもとにして、更に高速化を図ったものである。船型は同様にV型であるが、軽量化のため、主船体はアルミニウム合金製とされた。また主機関も、より大出力のMTU 16V396 TB94（2,600馬力 / 2,040 rpm）が搭載された。なお推進器はウォータージェット推進器とされたが、これは高速航行のためというより、低速航行時の操船性能や遭難船舶の曳航を考慮したものであった。外洋の高速航走にあたっては、乗員の身体的負担軽減が極めて重要であることから、波浪衝撃や動揺を軽減するため、居住区や操舵室などは船体中央に配置された。なお凌波性を考慮して、1番船では船首錨を甲板に載せていたが、洋上移乗時などに不便であったため、2番船では船外式に改められた。
本型では、C4ISR能力強化のため、警備救難情報表示装置や赤外線捜索監視装置を搭載した。また事務処理能力向上のため、事務室の床面積を大きく取っている。なお外洋行動が想定されたことから、タイプシップと同様、船首甲板に13mm単装機銃（ブローニングM2重機関銃）を装備した。

## 同型船一覧
| 計画年度  | #      | 船名     | 建造所               | 竣工          | 配属               | 退役          |
| --------- | ------ | -------- | -------------------- | ------------- | ------------------ | ------------- |
| 平成3年度 | PS-108 | たかつき | 三菱重工業下関造船所 | 1992年3月23日 | 宇和島(第六管区)   | 2023年1月10日 |
| 平成4年度 | PS-109 | のばる   | 日立造船神奈川造船所 | 1993年3月22日 | 宮古島(第十一管区) |               |
| 平成4年度 | PS-109 | かつらぎ | 日立造船神奈川造船所 | 1993年3月22日 | 大阪(第五管区)     |               |